# NGC 2305
NGC 2305 is een elliptisch sterrenstelsel in het sterrenbeeld Vliegende Vis. Het hemelobject werd op 30 november 1834 ontdekt door de Britse astronoom John Herschel.

## Synoniemen
- ESO 87-44
- AM 0648-641
- PGC 19641